# Krbelica
Krbelica je otočić u Jadranskom moru, 2 km sjeverno od Primoštena. Od obale je udaljen manje od 100 metara.
Površina otoka je 4276 m2, duljina obalne crte 248 m, a visina 3 metra. Kružnog je oblika, promjera oko 100 metara. 

## Vanjske poveznice
|  | Zajednički poslužitelj ima još gradiva o temi Krbelica |